# Cheyenne Mountain
Der Cheyenne Mountain, ein Berg in den Rocky Mountains auf der Südseite von Colorado Springs im US-Bundesstaat Colorado, wurde bekannt als Standort der US-Militärbasis Cheyenne Mountain Operations Center (CMOC).

## Geographie und Geschichte
Die höchste Erhebung des dreigipfeligen Cheyenne Mountain ist der 2915 m hohe Mittelgipfel, während die beiden Nebengipfel eine Höhe von 2800 m erreichen. Begrenzt wird der Berg vom Wasserlauf des Rock Creek, der zur südöstlich gelegenen Stadt Fountain fließt, sowie dem nördlich gelegenen Cheyenne Canyon und im Westen vom Pike National Forest. Die Großstadt Colorado Springs liegt etwas mehr als 10 km im Nordosten.
Die militärische Einrichtung CMOC hieß früher Cheyenne Mountain Air Force Station (CMAFS) und umfasste unter anderem das North American Aerospace Defense Command (NORAD) und die Weltraumsatelliten-Überwachung Space Detection and Tracking System (SPADATS). Etwa 1.400 Menschen arbeiteten unter dem Berg, bis die Basis im Juli 2006 außer Dienst genommen und in den Status „warm standby“ versetzt wurde. Grund waren der Wegfall der ursprünglichen nuklearen Bedrohung sowie die Verfügbarkeit einer nahegelegenen Air Force Basis, welche die Funktionen des CMOC übernehmen konnte. Die Bunker selbst befinden sich 700 m tief im Berg, der aus härtestem Granit besteht, wobei die derzeitige Personalstärke bei etwa 500 liegen soll. Die Anlage ist hinsichtlich der Wasserversorgung autark, besitzt ein eigenes Kraftwerk und könnte im Kriegsfall mehrere Wochen abgeschottet von der Außenwelt arbeiten. Zudem sind die zentralen Bunkergebäude auf Stahlfedern gelagert, die Erschütterungen durch Erdbeben oder Atomschläge auffangen können.
Am Osthang des Berges in etwa 2400 m Höhe findet sich der Will Rogers Shrine of the Sun. Dabei handelt es sich um eine granitverkleidete Turmanlage, die als Mausoleum dient und zu Ehren des Entertainers Will Rogers errichtet wurde.

## Medien
Zur Bekanntheit des Berges trug die Serie Stargate – Kommando SG-1 und deren Ableger bei, da sich einer der Haupthandlungsplätze in dem Berg befindet. Die klassische Tunneleinfahrt des NORAD-Komplexes ist häufig in Establishing Shots der Serie zu sehen.
Der Film WarGames, bei dem ein jugendlicher Hacker versehentlich die Welt an den Rand eines nuklearen Krieges bringt, zeigt den Komplex als einen der Hauptschauplätze des Films, wie ihn sich die Autoren, u. a. anhand von Besuchen während öffentlicher Führungen, in den 1980ern vorgestellt haben.
Auch in vielen weiteren Serien und Filmen wird das große, runde Eingangstor des Komplexes gezeigt, das in den Berg eingelassen wurde. Dazu zählen Filme aus der Terminator-Reihe und Independence Day.
Die Zukunft und der langsame Verfall der Anlage nach einem fiktiven Verschwinden der Menschheit wird in Folge 9 der zweiten Staffel der Dokufiktion-Serie Zukunft ohne Menschen (Gefahr aus der Tiefe, USA 2010) gezeigt.